# Miniopterus magnater
Miniopterus magnater is een zoogdier uit de familie van de gladneuzen (Vespertilionidae). De wetenschappelijke naam van de soort werd voor het eerst geldig gepubliceerd door Sanborn in 1931.

## Voorkomen
De soort komt voor in India, China, Birma, Thailand, Laos, Vietnam, Maleisië en Indonesië.